# Sciotericum
Un  Sciotericum  és un instrument utilitzat en gnomònica per al disseny empíric de rellotges de sol (principalment verticals). Es va dissenyar per primer cop el 1606, en un llibret titulat: " Instrumentum Instrumentorum: Horologiorvm Sciotericorvm , (...)".

## Característiques
El Sciotericum és un instrument que ajuda al traçat dels rellotges solars, consisteix en una mena de plantilla que es projecta sobre una superfície. La plantilla permet orientar-se mitjançant l'ús d'una petita brúixola. Aquesta superfície permet el traçat de les línies horàries.
- Disposició de l'instrument, les hores es componen segons un rellotge horitzontal stilo-axial.
- Ús del  Sciotericum  e el traçat empíric de rellotges solars